# گرگی شیکلوشی
گِرگِی شیکلوشی (مجاری: Gergely Siklósi؛ زادهٔ ۴ سپتامبر ۱۹۹۷) شمشیرباز اهل مجارستان است.